# Mark Hughes (Fußballspieler, 1963)
Leslie Mark Hughes, OBE (* 1. November 1963 in Ruabon bei Wrexham) ist ein ehemaliger walisischer Fußballspieler und gegenwärtiger Trainer. Während seiner aktiven Karriere war er in erster Linie bekannt als Spieler von Manchester United, wobei er zwischendurch auch kurz für den FC Barcelona und den FC Bayern München sowie später erfolgreich für den FC Chelsea agierte. Er gewann mit „United“ zwei englische Meisterschaften (1993, 1994), drei FA-Cup-Trophäen (1985, 1990, 1994), eine Ligapokalausgabe (1992) sowie 1991 den Europapokal der Pokalsieger. Er bestritt dazu 72 Länderspiele zwischen 1984 und 1999 für die walisische Nationalmannschaft, erzielte dabei 16 Tore und trainierte die Auswahl von 1999 bis 2004. Danach begann er als Vereinstrainer in der Premier League zu arbeiten und heuerte nacheinander bei den Blackburn Rovers, Manchester City, dem FC Fulham, den Queens Park Rangers, Stoke City und dem FC Southampton an.

## Karriere als Spieler

### Vereine

#### Manchester United, Teil 1 (1978–86)
Hughes schloss sich Manchester United im März 1978 als 14-jähriger Schüler an. Mit Jugendtrainer Syd Owen fand „Sparky“, wie Hughes genannt wurde, einen frühen Förderer, der aus dem damaligen Mittelfeldspieler einen Torjäger formte. Im November 1980 unterschrieb er seinen ersten Profivertrag bei „United“. Auf das Debüt in der ersten Mannschaft musste er gut drei Jahre warten, bevor er am 26. Oktober 1983 gegen Port Vale (2:0) im Ligapokal erstmals eingewechselt wurde. Es folgte ein weiterer Kurzeinsatz gegen Spartak Trnava (2:0) im Europapokal der Pokalsieger, dem der erste Auftritt in der Startelf am 30. November 1983 gegen Oxford United (1:1) – erneut im Ligapokal – folgte. Gegen Oxford schoss er auch sein erstes Pflichtspieltor für Manchester United. Im Verlauf der anschließenden vierzehn Wochen kam er nur noch einmal per Einwechslung gegen den FC Southampton zum Zuge, bevor er beim schwierigen Auswärtsspiel gegen den FC Barcelona wieder in der Startelf stand. Diese Partie ging zwar mit 0:2 verloren, aber seine Darbietung reichte aus, dass er auch im Rückspiel – dem „Spiel des Jahres“ für Manchester United – wieder eingewechselt wurde, als der Rückstand noch mit einem 3:0-Erfolg „umgedreht“ werden konnte. In der Folgezeit war Hughes ein fester Bestandteil der Mannschaft und vor allem in der Saison 1984/85 Stammspieler. Er war ein wichtiger Faktor zum Gewinn des FA Cups im Jahr 1985 und Mitglied der Mannschaft, die im Finale den FC Everton mit 1:0 besiegte. Im selben Jahr wählte ihn die Spielergewerkschaft PFA zum „besten Jungprofi“ der abgelaufenen Saison und die „Mannschaft des Jahres“ (PFA Team of the Year). Auch die folgende Spielzeit 1985/86 begann vielversprechend und United gewann dreizehn der ersten fünfzehn Ligaspiele (davon die ersten zehn Partien). Hughes steuerte dazu elf Tore bei, bevor die Nachricht vermeldet wurde, dass er nach Saisonende zum spanischen Großklub FC Barcelona wechseln würde. Uniteds Kampf um die englische Meisterschaft erhielt damit einen schweren Rückschlag. Die Anhänger kritisierten diese Entscheidung, Hughes erreichte selten seine vorherige „Topform“ und am Ende belegte Manchester United „nur“ den vierten Rang.

#### Barcelona und Bayern (1986–88)
„Barças“ englischer Trainer Terry Venables sah in Hughes einen idealen Sturmpartner für den sehr erfolgreichen Gary Lineker. Aber im Gegensatz zu Lineker konnte sich Hughes in einer von ihm selbst als „grauenvoll“ bezeichneten Spielzeit 1986/87 nie in den Vordergrund spielen. Er schoss in der spanischen Liga nur vier Tore in 28 Partien und war mit seiner Spielweise, die auch vorsah, mit hohem körperlichem Einsatz Mitspielern Räume zu schaffen, beim Publikum unbeliebt. Er wurde daraufhin in der Saison 1987/88 an den deutschen Spitzenklub FC Bayern München ausgeliehen. Während dieser Spielzeit bestritt Hughes am 11. November 1987 zwei Spiele an einem Tag. Zuerst kam er für Wales gegen die Tschechoslowakei in Prag in einem Qualifikationsspiel zur Europameisterschaft zum Einsatz und wurde anschließend nach Deutschland gebracht, um per Einwechslung für den FC Bayern München im Wiederholungsspiel der zweiten Pokalhauptrunde gegen Borussia Mönchengladbach mitzuwirken. Nachdem er bei den Bayern seine gute Form wiedergefunden hatte, lotste Uniteds Trainer Alex Ferguson den „verlorenen Sohn“ im Juli 1988 für 1,5 Millionen Pfund zurück nach Manchester.

#### Manchester United, Teil 2 (1988–95)

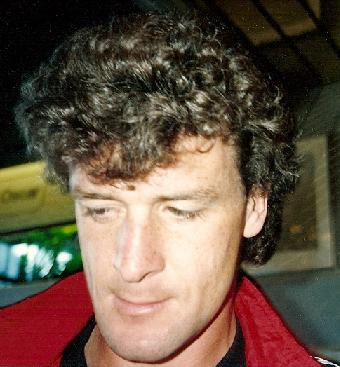
Mark Hughes im Juli 1991

Ferguson ging gerade in sein zweites Jahr als Trainer von Manchester United, und obwohl sich Hughes sofort wieder treffsicher zeigte und am Ende sogar Englands Fußballer des Jahres wurde, verlief die Saison aufgrund einiger unnötiger Punktverluste (durch Remis) mäßig, und das Team landete nur im unteren Mittelfeld. Besonders geschätzt wurde Hughes neben seinen Torjägerqualitäten in zunehmendem Maße als „Zielspieler“ im Angriff, der weit nach vorne geschlagene Bälle behaupten und an Mitspieler verteilen konnte. In der Saison 1989/90 ließen die Ligaerfolge weiter auf sich warten, aber im Finale des FA Cups zwang Hughes mit zwei Toren Gegner Crystal Palace zu einem Wiederholungsspiel, das schließlich mit 1:0 gewonnen wurde und Trainer Ferguson die erste Trophäe in England bescherte. Dies bedeutete nach der fünfjährigen Sperre für englische Klubs in Folge der Katastrophe von Heysel auch die erstmalige Qualifikation für einen europäischen Vereinswettbewerb. Im dortigen Europapokal der Pokalsieger zog Hughes mit den „Red Devils“ bis ins Finale vor, in dem er – pikanterweise gegen den Ex-Klub aus Barcelona – beide Tore zum 2:1-Sieg schoss. Zuvor hatte er im Ligapokal ein weiteres Endspiel erreicht, dieses aber mit 0:1 gegen Sheffield Wednesday verloren. Zum zweiten Mal gewann er 1991 den Titel „Englands bester Fußballer“. Die sportliche Aufwärtsentwicklung zeigte sich zu Beginn der 1990er-Jahre auch in der heimischen Liga und Hughes verlor mit United nur drei der ersten 38 Spiele. Im Schlussspurt der Saison 1991/92 ging dann jedoch die Puste aus und mit dem nicht mehr so treffsicheren Hughes fiel das Team nach drei Niederlagen in Serie noch hinter Leeds United zurück. Als „Trostpflaster“ diente Hughes der Ligapokal nach einem 1:0-Erfolg gegen Nottingham Forest.
Trotz zweier Niederlagen zu Beginn der Saison 1992/93 gewann Hughes mit United die erste englische Meisterschaft des Klubs nach 26-jähriger Durststrecke. Als „Schlüssel“ hatte sich dabei herausgebildet, dass die Frage nach dem idealen Sturmpartner für Hughes nun endlich beantwortet werden konnte. Im November 1992 war der Franzose Éric Cantona von Leeds United zum Verein gestoßen und mit diesem harmonierte Hughes derart gut, dass am Ende zehn Punkte Abstand zum Vizemeister Aston Villa zu Buche standen. Die anschließende Spielzeit 1993/94 brachte United das „Double“ aus Meisterschaft und FA Cup, wobei Hughes seinen Verein durch den späten Treffer zum 1:1-Ausgleich gegen Oldham Athletic vor einem Aus im Pokalhalbfinale bewahrte und nach einem Sieg im Wiederholungsspiel ein Tor zum 4:0 im Finale gegen den FC Chelsea beitrug. Ein mögliches „Triple“ war bereits vorher unmöglich geworden, nachdem Hughes mit United im Endspiel des Ligapokals Aston Villa mit 1:3 unterlegen gewesen war (Hughes hatte dabei in der 82. Minute zwischenzeitlich auf 1:2 verkürzt). Titellos verlief Hughes’ letztes Jahr in Manchester. Das lag daran, dass am letzten Ligaspieltag West Ham United nicht besiegt werden konnte, und die 0:1-Niederlage im Endspiel des FA Cups gegen den FC Everton war gleichzeitig sein letzter Auftritt für United. Für eine Ablösesumme von 1,5 Millionen Pfund wechselte er Mitte 1995 zum Ligakonkurrenten FC Chelsea – dem Verein, dem Hughes im Kindesalter angehangen hatte.

#### Chelsea, Southampton, Everton, Blackburn (1995–2002)
Chelsea zeigte sich zu diesem Zeitpunkt zunehmend ambitioniert und neben der Verpflichtung von Hughes stieß auch Ruud Gullit zu den „Blues“. Gleich mehrfach in der Saison 1995/96 musste Hughes gegen seinen Ex-Klub aus Manchester antreten. Dabei führte er im Dezember 1995 in Old Trafford sein neues Team interimistisch als Kapitän aufs Feld und im Halbfinale des FA Cups unterlag Hughes mit seinen neuen Kollegen. Der Neustart in London gestaltete sich zunächst holprig und obwohl er in der folgenden Saison 1996/97 an der Seite von Gianluca Vialli begann, sollte er erst mit dem neu verpflichteten Gianfranco Zola wieder ein überdurchschnittlich erfolgreiches Sturmduo bilden, das zu den besten in der Premier League zählte. Während er in der Liga normalerweise in der Startelf stand, kam er im FA Cup zunächst häufiger von der Ersatzbank und war in dieser Rolle als „frischer Stürmer“ besonders gegen den FC Liverpool erfolgreich, als ein 0:2-Halbzeitstand in einen 4:2-Sieg umgedreht wurde. Im Finale gegen den FC Middlesbrough war er wieder „gesetzt“ an Zolas Seite und der 2:0-Erfolg brachte Chelsea die erste bedeutende Trophäe seit 26 Jahren. Im Jahr darauf gewann er mit dem FC Chelsea sowohl das Finale um den Ligapokal als auch das um den Europapokal der Pokalsieger. Im europäischen Pokalsiegerwettbewerb kam er zwar im Finale nicht zum Einsatz, aber im vorherigen Halbfinale gegen Vicenza Calcio hatte er den entscheidenden Treffer nach seiner Einwechslung 20 Minuten vor Schluss zum 3:1 zum Endspieleinzug besorgt. Nach drei Jahren war dann offensichtlich, dass die Zeit des Mittdreißigers in Chelsea ihrem Ende entgegenging, denn mit Spielern wie Tore André Flo, Pierluigi Casiraghi und Brian Laudrup hatte sich Chelsea besonders im Angriffsbereich prominent verstärkt.
Im Juli 1998 wurde er an den FC Southampton für 650.000 Pfund transferiert. Dort erhielt er sich die Chance, weiterhin regelmäßig Erstligafußball zu spielen. Bei den „Saints“ agierte er etwas zurückgezogen im Mittelfeld, was dazu führte, dass er zwar nur eine relativ geringe Torausbeute aufwies und aufgrund der zusätzlichen Defensivaufgaben vierzehn gelbe Karten in der Premier League ansammelte, aber gleichzeitig für Erfahrung im Abstiegskampf sorgte. Hughes befand sich nun in der Endphase seiner Spielerlaufbahn und wurde noch während seiner aktiven Karriere im August 1999 als Trainer der walisischen Nationalmannschaft verpflichtet. Trotz dieser Doppelbelastung agierte er zu Beginn der Saison 1999/2000 weiter im Southamptoner Mittelfeld und auch eine Vertragsverlängerung wurde diskutiert. Letztlich fand er sich dann unter dem neuen Trainer Glenn Hoddle häufiger auf der Ersatzbank wieder und als der FC Everton verletzungsbedingt Bedarf an Hughes anmeldete, ließ man ihn ablösefrei nach Liverpool ziehen.
Als Vertretung für Kevin Campbell brauchte er vier Spiele, bevor er gegen den FC Watford sein erstes Tor für die „Toffees“ schoss und obwohl er nicht mehr dieselben Torjägerqualitäten wie zuvor hatte, galt sein mannschaftsdienliches Spiel als wichtiger Faktor beim erfolgreichen Ausklang der Saison 1999/2000. Bei seinen ersten neun Auftritten in der Spielzeit 2000/01 blieb Hughes weiter ohne Torerfolg und Anfang Oktober 2000 zog er weiter zu den Blackburn Rovers, die seinerzeit von Graeme Souness trainiert wurden.
In Blackburn spielte er erstmals in seiner Profikarriere in einer zweiten Liga und mit fünf Ligatoren trug er dazu bei, dass dem Verein der Aufstieg in die Premier League gelang. Die Kräfte reichten zwar häufig nicht mehr für die gesamte Spielzeit, aber in seinem letzten Profijahr gewann er mit den Rovers im Februar 2002 noch einmal den Ligapokal und spielte 90 Minuten lang.

### Nationalmannschaft
Hughes debütierte in der A-Nationalmannschaft am 2. Mai 1984 in Wrexham gegen die Auswahl Englands und erzielte mit dem 1:0-Siegtreffer auch sein erstes Länderspieltor. Sein letztes von 72 Spielen, in denen er 16 Tore erzielte, bestritt er am 9. Juni 1999 in Liverpool im EM-Qualifikationsspiel, das gegen die Auswahl Dänemarks mit 0:2 verloren wurde.

## Karriere als Trainer
Noch während seiner aktiven Fußballerlaufbahn nahm Hughes 1999 die Cheftrainerrolle des walisischen Nationalmannschaft an. Bis dato hatte Wales zu den schwächeren Auswahlmannschaften Europas gezählt und binnen seiner fünfjährigen Ägide formte er aus dem Team einen ernsthaften Anwärter für die EM 2004 in Portugal. In der Qualifikationsrunde besiegten seine Mannen Italien mit 2:1, platzierten sich vor den favorisierten Teams aus Serbien und Montenegro sowie Finnland und unterlagen erst in den Entscheidungsspielen gegen die Auswahl Russlands knapp mit 0:1 Toren in Hin- und Rückspiel. Kurz darauf beendete Hughes im September 2004 sein Engagement in Wales, um Vereinstrainer bei den Blackburn Rovers zu werden, für die er noch bis 2002 aktiv gespielt hatte.
In Blackburn gelang es Hughes nicht nur, das Saisonziel „sicherer Klassenerhalt“ zu erfüllen, sondern er erreichte mit Rovers erstmals nach Qualifikation über 40 Jahren wieder ein FA-Cup-Halbfinale. In der anschließenden Spielzeit 2005/06 stieß er mit Blackburn unter die besten sechs Teams der Premier League vor, schlug mit Manchester United, dem FC Arsenal und dem FC Chelsea gleich drei der damaligen „Big Four“ und qualifizierte sich für den UEFA-Pokal. In der Spielzeit 2006/07 zog Hughes mit den Rovers ein zweites Mal bis ins FA-Cup-Semifinale vor und scheitere dort mit 1:2 am FC Chelsea. Zur Saison 2008/09 wechselte Hughes als Nachfolger von Sven-Göran Eriksson zu Manchester City.
In Manchester schloss er die erste Spielzeit in der Premier League auf einem mäßigen zehnten Platz ab, wozu sich eine Viertelfinalteilnahme im UEFA-Pokal gesellte. Die Ambitionen im durch einen Eigentümerwechsel zu frischem Geld gekommenen Verein waren jedoch größer und so musste Hughes bereits im Dezember 2009 den Klub wieder verlassen – wenngleich sein Team bis zum Tag seiner Entlassung nur zwei Meisterschaftsniederlagen in der Saison hatte einstecken müssen. Am 29. Juli 2010 wurde Hughes neuer Cheftrainer des FC Fulham. Bei den Londonern unterzeichnete er einen auf zwei Jahre befristeten Vertrag. Am 2. Juni 2011 bestätigte der FC Fulham auf seiner Homepage, dass Hughes beabsichtigte nach Auslaufen seines bis 30. Juni 2011 gültigen Vertrages sein Amt als Teammanager niederzulegen. Nach Gesprächen mit Hughes akzeptierte der Verein die Entscheidung und stimmte ihr zu.
Am 10. Januar 2012 gaben die Queens Park Rangers die Verpflichtung Hughes’ als Trainer für die nächsten zweieinhalb Jahre bekannt. Am Ende der Saison 2011/12 rettete er den Klub als Tabellensiebzehnten vor dem Abstieg. Nach einem schlechten Saisonstart 2012/13 mit nur vier Punkten aus zwölf Spielen wurde Hughes am 23. November 2012 beim Tabellenletzten entlassen. Mit Saisonbeginn 2013/14 begann er eine neue Tätigkeit beim Erstligisten Stoke City und folgte seinem Vorgänger, Tony Pulis, der den Verein von 2006 bis 2013 trainiert hatte, nach. Hughes führte Stoke drei Spielzeiten in Folge auf den neunten Platz in der Abschlusstabelle, im League Cup 2015/16 scheiterte er mit seinem Team im Halbfinale nach Elfmeterschießen am FC Liverpool. Er wurde Anfang Januar 2018 bei Stoke entlassen, nachdem man durch eine 1:2-Niederlage beim Viertligisten Coventry City aus dem FA Cup 2017/18 ausschied. Zuvor war die Mannschaft in der Liga mit nur einem Sieg aus sieben Spielen auf einen Abstiegsplatz gerutscht.
Am 14. März 2018 stellte der FC Southampton Hughes als Interimstrainer für den Rest der Saison vor. Nachdem der Klassenerhalt mit dem FC Southampton erreicht wurde, erhielt Hughes einen langfristigen Kontrakt als Cheftrainer. Er unterzeichnete im Mai 2018 einen Dreijahresvertrag. Er wurde jedoch bereits im Dezember 2018 durch den Österreicher Ralph Hasenhüttl ersetzt.
Nach mehr als drei Jahren ohne Trainerjob wurde Hughes im Februar 2022 für zweieinhalb Jahre vom Viertligisten Bradford City verpflichtet. Hughes führte Bradford in der Saison 2022/23 auf den sechsten Tabellenplatz, in den Aufstiegs-Play-offs scheiterte man im Halbfinale an Carlisle United. Nach nur drei Siegen aus den ersten elf Ligaspielen der Saison 2023/24 wurde Hughes auf dem 18. Tabellenplatz liegend Anfang Oktober 2023 entlassen.
Einen neuen Cheftrainerposten übernahm Hughes Anfang Februar 2025 mit dem Viertligisten Carlisle United. Zum Zeitpunkt der Übernahme stand das Team auf dem letzten Tabellenplatz mit fünf Punkten Rückstand auf den ersten Nicht-Abstiegsplatz.

## Titel/Auszeichnungen
- Europapokal der Pokalsieger (2): 1991, 1998 (ohne Finaleinsatz)
- UEFA Super Cup (1): 1991
- Englischer Meister (2): 1993, 1994
- Englischer Pokal (4): 1985, 1990, 1994, 1997
- Englischer Ligapokal (3): 1992, 1998, 2002
- Englischer Supercup (2): 1993, 1994
- Englands Fußballer des Jahres (2): 1989, 1991 (jeweils Spielerwahl)
- Englands Fußballer des Jahres (1): 1985 (Jungprofi)
- English Football Hall of Fame: 2007
- PFA Team of the Year (4): 1985, 1989, 1991, 1992